# Gangsters : Le Crime organisé
Gangsters : Le Crime organisé est un jeu vidéo de gestion et stratégie en temps réel développé par Hothouse Creations et édité par Eidos Interactive. Le jeu est sorti en 1998. En version originale, le titre du jeu est Gangsters: Organized Crime. L'action du jeu se déroule dans une banlieue fictive de Chicago appelée New Temperance à l'époque de la prohibition aux États-Unis. Il a pour suite Gangsters 2.

## Système de jeu
Le gameplay de Gangsters : Le Crime Organisé alterne entre des phases au tour par tour et des phases de stratégie en temps réel. Lors de la première phase de jeu, on donne des ordres aux gangsters sous notre contrôle. Ces ordres seront ensuite joués sous les yeux du joueur en temps réel. Lors de cette phase de jeu, on peut interrompre les ordres donnés précédemment si une chose plus urgente se présente.
Pour remporter une partie, le joueur doit étendre son territoire en donnant pour consignes aux membres de son gang comme, par exemple, d'aller extorquer des entreprises en leur faisant payer une protection chaque semaine. Le joueur devra également recruter d'autres gangsters aussi vite que possible. Ces gangsters peuvent être recrutés dans des gymnases, des salles de billards, des bars, sur les quais ou bien dans des agences pour l'emploi.
Les gangsters ont plusieurs caractéristiques comme l'intelligence, l'usage de leurs poings, de couteaux... Ces caractéristiques font que certains gangsters seront plus adaptés pour une mission que d'autres. Un gangster peut être promu lieutenant, ce qui lui donnera la possibilité de diriger une équipe de gangsters. Le joueur peut aussi engager un avocat ou un comptable.

## Accueil
Le jeu a reçu des critiques allant de très bonnes à moyennes. Gangsters : Le Crime Organisé a obtenu 17/20 sur Jeuxvideo.com et 5,5/10 sur GameSpot.